# 九州チャンピオンシップ
九州チャンピオンシップ（きゅうしゅうチャンピオンシップ）は、佐賀県競馬組合が佐賀競馬場ダート1750mで施行する地方競馬の重賞競走である。正式名称は「日本トーター杯九州チャンピオンシップ」。日本トーターが優勝杯を提供している。

## 概要
2021年度の番組改編において新設された重賞競走で、佐賀競馬所属の3歳以上馬による夏の中距離重賞である。
2021年から2023年においては佐賀競馬で唯一1750mで施行される重賞競走であった。

### 条件・賞金等（2024年）
出走条件
サラブレッド系3歳、佐賀所属。
負担重量
定量（3歳54㎏、4歳以上56kg、牝馬2kg減）。
賞金額
1着400万円、2着140万円、3着80万円、4着60万円、5着40万円、着外8万円。
副賞
日本トーター賞、佐賀県知事賞、佐賀県馬主会会長賞、佐賀県競馬組合管理者賞。

## 歴代優勝馬
| 回次  | 施行日        | 優勝馬           | 性齢 | 所属 | タイム | 優勝騎手 | 管理調教師 | 馬主                       |
| ----- | ------------- | ---------------- | ---- | ---- | ------ | -------- | ---------- | -------------------------- |
| 第1回 | 2021年8月8日  | ドゥラリュール   | 騸8  | 佐賀 | 1:54.1 | 鮫島克也 | 真島元徳   | 平井裕                     |
| 第2回 | 2022年8月7日  | ドゥラリュール   | 騸9  | 佐賀 | 1:54.7 | 山口勲   | 真島元徳   | 平井裕                     |
| 第3回 | 2023年8月20日 | ミスカゴシマ     | 牝6  | 佐賀 | 1:53.5 | 金山昇馬 | 平山宏秀   | 上村裕希                   |
| 第4回 | 2024年8月11日 | コスモポポラリタ | 牝5  | 佐賀 | 1:53.5 | 石川慎将 | 真島元徳   | （有）ビックレッドファーム |

### 各回競走結果の出典
- 九州チャンピオンシップ 歴代優勝馬 - 地方競馬全国協会
- JBISサーチ
  - 2021年、2022年、2023年